# Гвоздени џин
Гвоздени џин (енгл. The Iron Giant) је амерички анимирани научно-фантастични акциони филм из 1999. године у продукцији Warner Bros. Играна анимација, а у режији Бреда Берда у његовом редитељском дебију. Заснован је на роману Теда Хјуза „Гвоздени џин“ из 1968. године (који је у Сједињеним Државама објављен као „Гвоздени гигант“), а написао га је Тим Мекенлис из обраде приче Берда. У филму глуме гласови Вин Дизел (који даје глас за насловног јунака), Ели Маријентал и Џенифер Енистон. 